# Jean Maurel (réalisateur radiophonique)
Pour les articles homonymes, voir Jean Maurel et Maurel.
Jean Maurel, né le 19 juin 1919 à Paris et mort dans la même ville le 28 mars 2005, est un pionnier de la réalisation radiophonique et du disque d’aventure.
Diplômé d’HEC, il fait principalement sa carrière à Radio Luxembourg où il devient réalisateur attitré de 1954 à 1968. En parallèle, à partir de 1952, il réalise quatorze disques dont deux recevront le grand prix du Disque de l’Académie Charles-Cros : La Marque jaune et Le Triangle bleu.
La rencontre en 1943 du producteur Louis Merlin, futur fondateur des radios périphériques Radio Luxembourg et Europe no 1, sera déterminante pour Jean Maurel. Elle lui fait découvrir la réalisation radiophonique: Louis Merlin était à l’époque producteur de l'émission l’alphabet de la famille où une mère de famille, dont le mari est prisonnier, lit le dictionnaire à ses trois enfants et leur explique les mots. C’est la seule émission radiophonique créée sous l’Occupation qui ne sera pas suspendue à la Libération.
En 1944, Jean Maurel devient assistant de production d’abord au Studio d’essai de Pierre Schaeffer puis au Studio des Champs-Élysées dirigé par Maurice Jacquemont. « Mes deux parrains dans le métier » confie Jean Maurel sur Radio Bleue dans l’émission Nouvelle Vogue de Michel Gosselin, diffusée en plusieurs épisodes, de septembre à décembre 1996. En 1945, il est auteur aux services littéraires et dramatiques de la RDF (Radiodiffusion française) et adapte entre autres Thérèse Desqueyroux de François Mauriac.

## Les émissions radiophoniques
Jean Maurel entre à Radio Luxembourg le 15 décembre 1946. Il adapte des pièces de théâtre pour L’Heure théâtrale et donne la parole, sur un thème choisi, à d’illustres personnages du passé dans l’émission Les Immortels, sponsorisée par Vittel.

### L’âge d’or des feuilletons
« Les années 1950 sont un âge d'or pour Radio Luxembourg qui connaît un grand succès commercial et populaire. C’est la grande époque des feuilletons radiophoniques : Les cherzauditeurs pouvaient écouter jusqu’à sept ou huit feuilletons par jour. Il y en avait pour tous les goûts ».
À partir de 1948, Jean Maurel adapte des romans pour en faire des feuilletons. En quarante-trois émissions pour Schumann, la musique de l’amour, un scénario original. En soixante-dix-huit épisodes pour La Chartreuse de Parme de Stendhal. En quatre-vingt-dix-huit émissions de 10 minutes pour La vie pathétique de Marie Stuart, réalisée en 1952 par Jacques Lafond, « un vrai film radiophonique de 16 heures au total : plus de huit films mis bout à bout, 50 km de bande magnétophone. C’est le vieux cinéma à épisodes, si populaire, qui renaît à la radio». Ces feuilletons seront rediffusés, jusqu’à trois fois pour La Chartreuse de Parme.

### Des cibles différentes
Pour les jeunes, le feuilleton Philippe ou le trésor des Bordanov est diffusé en 1952 et 1959 sur Radio Monte-Carlo et Radio Andorre. Jean Maurel réalise, de 1956 à 1961, Les Aventures de Tintin. « Tintin, c’était ma jeune assistante, Claude Vincent, qui interprétait à merveille les rôles d’enfants et d’adolescents ». L’émission hebdomadaire Les Découvertes de Nanette Vitamine démarre en 1952. Elle traite d’un sujet de culture générale abordable par les enfants (les Gaulois, la découverte de l’électricité...), par le biais d’une conversation entre une petite-fille, qui boit un bol de Banania (le sponsor de l’émission), et son grand-père. Il y aura une reprise modernisée en 1965.
En 1960, le feuilleton L’Homme à la voiture rouge, réalisé par Jean Maurel et signé Yves Jamiaque, s’adresse aux adolescents et aux jeunes adultes. « Stéphane Berrier [le héros], champion de tennis et ceinture noire de judo, passe d’une capitale à l’autre, à bord de Ruby, une superbe voiture rouge, pour disputer des matchs internationaux et se trouve mêlé à d’étranges histoires qui tiennent en haleine les auditeurs ». Ce feuilleton quotidien, plein de rebondissements, fête son millième épisode en février 1963 !
Pour les auditrices, Jean Maurel réalise le feuilleton Sissi, un rendez-vous quotidien à partir d’octobre 1962, qui fait revivre « une vie d’une autre époque, dans le château familial, en Bavière, où la Duchesse Ludovica est occupée par l’éducation de ses huit enfants, au nombre desquels figure l’adorable Sissi ». En 1966, Julie Crèvecœur raconte les aventures d’une jeune fille emportée dans un tourbillon d’événements cosmopolites. Diffusé à partir de mai 1966, le feuilleton quotidien (sauf le dimanche) Pulchérie chérie a pour héroïne une automobile dont l’histoire commence en 1900.

### L’Histoire en direct
« La radio a toujours fait bon ménage avec l'histoire, et des émissions comme La radio était là ont été parmi les plus populaires ». De janvier 1951 au 30 juin 1958, Jean Maurel travaille sur la série La radio était là, réalisée par Jacques Lafond et sponsorisée par la marque Royco. Cette série présente les grands événements historiques comme des reportages radio. Jean Maurel en est l’initiateur, l’auteur, le responsable de l’ensemble des textes et l’interprète au côté d’André Bourillon, reporter sportif de Radio Luxembourg. « A chaque fois, André Bourillon se trouve au cœur d’une bataille, d’un coup d’État, d’un sacre ou d’un procès et demande qu’on le fasse passer en urgence quand Ravaillac assassine Henri IV. Il assure alors le commentaire comme s’il vivait en direct l’événement. Consacrée à Napoléon, la première émission, Le 18 Brumaire, enthousiasme les médias qui parleront régulièrement de cette série. Les sujets abordent aussi bien Les Taxis de la Marne que La course de char de Ben-Hur.

### Romans noirs et suspense
Au début des années cinquante, les romans noirs passionnent les Français. Jean Maurel adapte la série à suspense Dans les mailles de l’inspecteur Vitos où les auditeurs doivent résoudre l’énigme. Cette émission, sponsorisée par les établissements Vitoux, fabricant des bas Vitos, dont une paire est offerte au gagnant, est très écoutée. La formule est amusante et neuve. Des milliers d’auditeurs, chaque semaine, nous écrivent pour proposer leur solution.
En 1952, Jean Maurel réalise L'homme en noir, troisième épisode des Histoires fantastiques qui sont arrêtées car « ce dernier récit avait terrorisé des auditeurs » avec ses effets sonores « fulgurants » « au moment où cet horrible individu arrache les yeux d’une jeune-fille. Ce fut peut-être ma meilleure émission » avoue-t-il.
« Une des meilleures émissions policières fut sans conteste Allo Police réalisée sur des textes parus dans Mystère magazine, par Jean Maurel, l’un des plus talentueux et imaginatifs de la station ». Sponsorisée par Nescafé  et diffusée le soir en 1957, la série dure quatre ans. Allo Police se distinguait par sa brièveté (jamais plus de vingt minutes), son style rapide, concis, ses enchaînements musicaux très jazzies, son montage nerveux et ses ambiances très caractéristiques plus vraies que nature ». Par exemple, une chouette qui hulule pour une ambiance nocturne de campagne.
Une autre série policière, Les Enquêtes du commissaire Maigret de Georges Simenon, une co-production Programmes de France/Pierre Bellemare, avec pour réalisateur Jean Maurel et des textes adaptés par Jean-Paul Rouland, est diffusée de septembre 1962 à mars 1963.

### Enregistrements en public
Dès 1955, le rire a sa place dans les émissions de Jean Maurel. Il écrit et interprète en studio la Minute Carlès avec le chansonnier Roméo Carlès, un bref rendez-vous diffusé pendant quatre ans. Les émissions consacrées aux chansonniers se succèdent : Journal pour rire, Radio Roméo, Festival du rire... En 1957, les enregistrements ont lieu en public dans un cabaret parisien, Les Trois Baudets, le dimanche, avec Roméo Carlès, Maurice Horgues, Georges Vittel et de nombreux interprètes.
En 1961, Jean Maurel réalise en direct l’Académie des cinq, une émission culturelle sponsorisée par les stylos Parker, où des personnalités s’interrogent sur des questions/réponses avec humour.

### Les derniers feuilletons
Le 11 octobre 1966, Radio Luxembourg est rebaptisée Radio Télé Luxembourg par Jean Prouvost, nouveau PDG de la Compagnie luxembourgeoise de télédiffusion. En 1968, Jean Maurel réalise deux romans diffusés par épisodes : Bonjour tristesse de Françoise Sagan et Le mépris d’Alberto Moravia.
Son dernier feuilleton, Une rose rouge pour Agathe, Jean Maurel le réalise pour Europe no 1, de novembre 1968 à juin 1969. Il est écrit par Jean-Loup Dabadie avec, pour le rôle principal, Danièle Ajoret, entourée de prestigieux invités : Robert Hossein, Guy Bedos...

## Les disques
Le disque d’aventure , réalisé par Jean Maurel, est un 33 tours principalement adapté de bandes dessinées parues dans le Journal Tintin. Elles sont signées : Edgar P. Jacobs pour les aventures de Blake et Mortimer, La Marque jaune et Le Mystère de la Grande Pyramide ; Albert Weinberg pour celles de Dan Cooper, Le Triangle bleu, Le Maître du Soleil et Le Mur du Silence ; Jacques Martin pour Alix l'intrépide ; André Franquin pour Spirou et les Héritiers. Bob Morane et le Brouillard Doré est pour sa part réalisé d’après le roman d’Henri Vernes, Commando épouvante.
Jean Maurel reçoit deux fois consécutives le Grand Prix du Disque de l’Académie Charles-Cros pour la réalisation de La Marque jaune, en 1956 et du Triangle bleu, en 1957.
Une mention spéciale, Le Disque d’Aventure, reprise par Musidisc sur les pochettes, en fait « une catégorie nouvelle, tous publics ». Tout le contraire de l’album disque qui est « un 45 tours, encastré dans un album publiant le texte intégral (assez court) de l’adaptation avec de jolies illustrations ». La Marque jaune, le premier de cette catégorie, est fait, selon la presse, « d’images sonores aussi frappantes, aussi vivantes que celles d’Edgar P. Jacobs », l’auteur de la bande dessinée. « C’est un récit animé », « une réussite totale » où « bruitage, suspense, coups de feu, commentaires, tout s’enchaîne à merveille ».
Les disques d’aventure sont enregistrés pour moitié en plein air, « au Fort d'Ivry avec de vrais voitures en action, des poursuites épiques ponctuées de coups de feu, et en utilisant les casemates voûtées aux résonances admirables ». Les scènes d’intérieur et les mixages sont faits en studio. Jacques Pessis décrit ces enregistrements de la manière suivante : « Jean Maurel, aidé d’un ingénieur du son et d’un opérateur, travaille, entouré de quatre magnétophones enregistrant les dialogues, et de quatre électrophones diffusant les éléments sonores indispensables pour rendre l’ensemble aussi vivant, crédible et passionnant qu’une superproduction cinématographique hollywoodienne. En fonction de la situation, le technicien choisit un disque dans une pile, repère une plage et envoie, au moment opportun, un aboiement de chien, le bruit du vent, ou une rafale de mitraillette »,.
Passionné par les bruitages, qui jouent un rôle essentiel dans ses disques d’aventure, Jean Maurel s’était constitué « sa propre collection de bruits réels ». Pour les cavalcades d’Alix l'intrépide, il révélait : « J’ai essayé d’enregistrer des chevaux, mais on capte toujours des bruits parasites. Rien ne vaut des noix de coco ou, dans le cas de sabots résonnant sur la pierre, des pots de yaourt en plastique». Le secret « n’est pas qu’ils soient réalistes, mais qu’ils les suggèrent d’une façon réaliste »...
En 1958, au moment de la diffusion d’Allo Police, la maison de disque Festival lance la série La Clé du mystère. Trois disques, sous forme de jeux policiers avec énigme et solution séparées, sont réalisés sur des textes de Mystère magazine : La Parole est au mort, Jusqu’à ce que mort s’en suive et Qui veut noyer son chien.
En 1959, Jean Maurel réalise Les Belles Heures de la Marine Française avec la participation de l’Amiral Pierre Barjot, du comédien Pierre Mondy et « un bruitage et des prises de son d’une véracité telle que vous aurez l’impression d’être vous-même le témoin authentique de tous les faits qui y sont relatés ».
Après 1970, ses deux derniers disques sont tirés des livres d’Alphonse Daudet : Les Lettres de mon moulin, avec l’illustration sonore des textes dits par Henri Tisot et Les Aventures prodigieuses de Tartarin de Tarascon avec les comédiens Jean-Pierre Darras et Paul Préboist.

## Une troisième carrière
De 1967 au 25 juin 1982, Jean Maurel entame une troisième carrière dans la création publicitaire, au sein de la régie publicitaire de RTL, Informations et Publicité (IP). En 1968, le slogan qu’il invente : « Mon foie ? Connais pas ! » pour Vichy Saint-Yorre sera diffusé à la radio et repris sur tous les supports publicitaires (affiches, journaux, etc.). Jean Maurel écrit les textes d’annonce des parutions des Presses de la Cité et réalise des spots pour les sorties de films, de la Grande Sauterelle en 1967 à l’Amant de poche en 1978. Il collabore aussi à des programmes audiovisuels destinés aux entreprises comme la  Régie Renault, Air France et le Programme immobilier Renaissance.